# Леон Томша

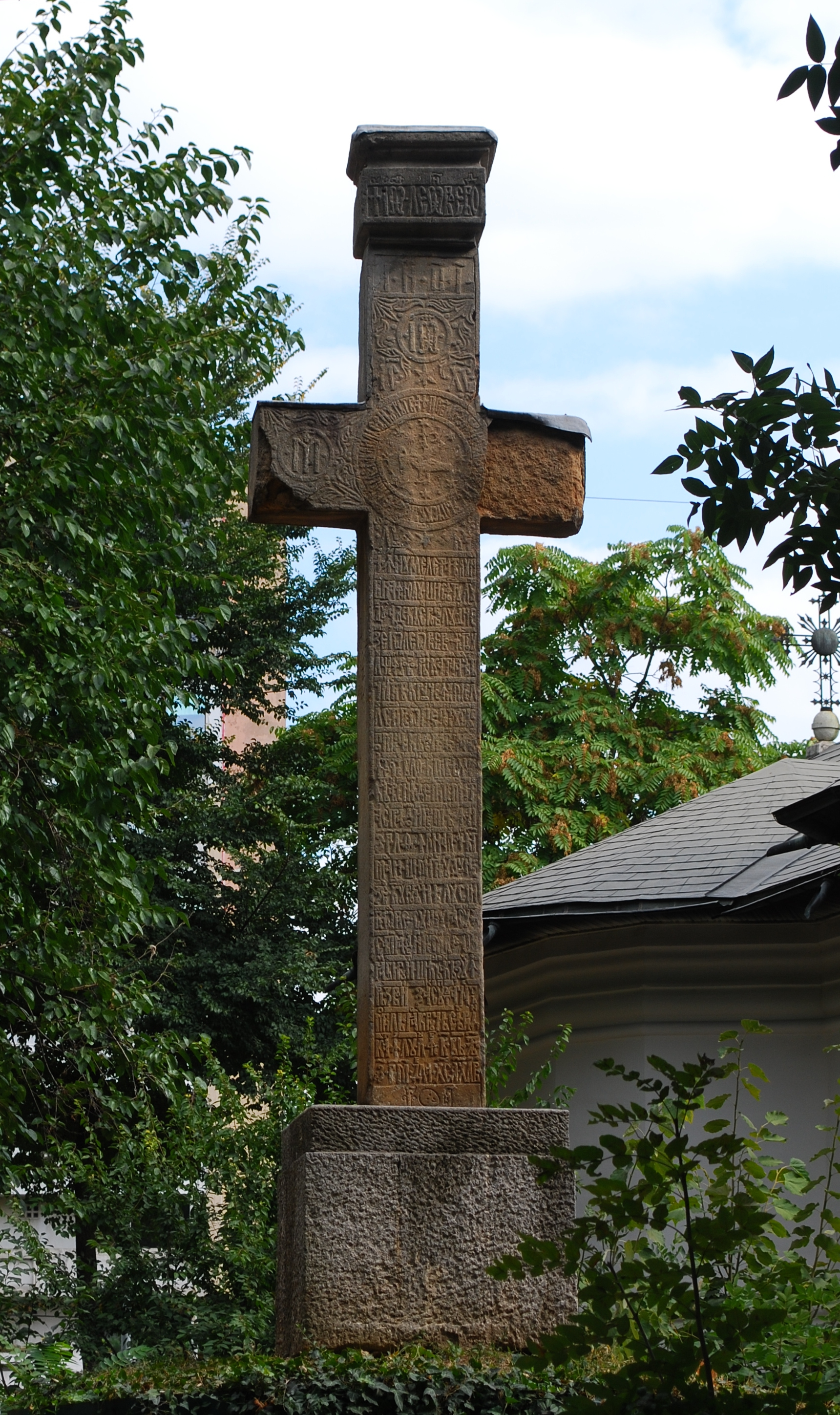
Хрест Леона, встановлений його сином Раду XII Леоном біля Слобозійської церкви в Бухаресті

Леон I Томша відомий також як «Леон Воде» («Леон Воєвода») або «Alion» ((рум. Leon Tomșa; (? — липень 1632) — з 1629 по 1632 правитель Валахії.

## Біографія
Леон Томша був позашлюбним сином Стефана VII Томші — правителя Молдавського князівства в1563—1564 роках. Сучасники вважали його сином продавця устриць.

## Правління
В 1629 році Леон Томша здобув титул правителя Валахії, шляхом підкупу османських сановників, повернувшись до Валахії обклав місцевих жителів високими податками, для того, щоби окупилися затрати на підкуп. Коли зібрати податки в повному розмірі не вдалося, він зобов'язав боярів Малої Валахії сплатити недостаток із своїх кишень. Леон Томша надав великі права Предоставлял большие права
царгородським грекам і левантійцям. У всіх бідах місцеві бояри винили запрошених правителем до Валахії греків фанаріотів, які «не рахувалися із звичаями країни та порушували усі порядки, вводили погані утісняючі закони»
В 1630 році обурені бояри звернулися за допомогою до князя Трансильванії Дьердь І Ракоці. Переписка між правителями не допомогла врегулювати конфлікт.
Щоби переконати бояр Леон Томша в 1631 році видав два укази, в яких предбачалось вигнання з країни прибувших греків, відміна нових податків, звільнив від будь-яких зобов'язань бояр, князів, дворян та священиків. Укази, обіцявші поважати традиційні права були приняті під тиском бояр.
В тому ж році трансильванська армія все ж таки вторглася до Валахії і об'єдналася з силами опозиції, але у вересні повстанці були розбиті Леоном Томшою під Бухарестом. Лідери повстанців Матей Бринков'яну, майбутній князь Валахії із роду Крайовеску, втекли в Трансильванію.
Лише після численних скарг скривджених бояр в липні 1632 року Порта скинула Леона Томша. Він відправився в Стамбул, подальша його доля невідома.